# 4Kids Entertainment
4Kids Entertainment (later bekend als 4Licensing Corporation) was een Amerikaans licentiebedrijf. Voorheen was het ook een film- en televisieproductiemaatschappij, gespecialiseerd in de wereldwijde aankoop, productie en verlening van licenties van in het Engels nagesynchroniseerde Japanse anime.

## Geschiedenis

### 1970-1990: Oprichting en eerste successen
4Kids Entertainment werd in 1970 opgericht als "Leisure Concepts Inc" door Mike Germakian (de bedenker van ThunderCats) en Stan Weston (de bedenker van G.I. Joe). Het bedrijf specialiseerde zich in het pitchen licenties van speelgoed- en cartoonideeën en beheren van de benodigde licenties.
Het bedrijf begon aan populariteit te winnen in de jaren '80, dankzij het verwerven van licenties van mensen, producten en zelfs concepten. Zo verwierven ze de licenties van oa. Farrah Fawcett, Charlie Chan, James Bond 007 & The Hulk. 
In 1987 kreeg het bedrijf de kans om de licenties voor Star Wars te verwerven. Toen de filmreeks een succes bleek te worden, lanceerde het bedrijf tientallen Star Wars producten, zoals games, actiefiguren, kleren en ruilkaarten. Nog in 1987, sloot LCI een deal met Nintendo of America om hun games op de markt te brengen.
In 1987 trachtte Bobby Kotick Commodore International over te nemen. Toen dit mislukte, kocht hij een meerderheidsaandeel in LCI, waarna hij in juni 1990 CEO werd. Later dat jaar verkocht hij zijn aandelen, en nam hij 25 % van de aandelen in Activision over.

### 1990-1999: Naamsverandering en verdere groei
In 1991 werd Alfred R. Kahn aangeworven als algemeen directeur. Hij kwam over van Coleco, waar hij oa. de licentie van de Cabbage Patch Kids verwierf.
Onder de impuls van Kahn werden in 1992 twee nieuwe dochterondernemingen opgericht: The Summit Media Group en 4Kids Productions. In 1995 werd LCI uiteindelijk 4Kids Entertainment.

## Impact en kritiek
4Kids was grotendeels verantwoordelijk voor de verspreiding van anime in het westen eind jaren 90 tot eind jaren 2000, al zijn anime-fans wel kritisch op de manier waarop 4Kids de anime aangepast hebben voor de Amerikaanse markt. Zo werden scenes gecensureerd, en werden referenties naar Japanse cultuur vaak vervangen door referenties naar Amerikaanse cultuur. Zo werden de Japanse rijstkoekjes vaak vervangen door Amerikaanse koekjes.

## Verworven licenties
- Alien Racers
- Back to the Future: The Animated Series
- Cubix: Robots for Everyone
- Fighting Foodons
- Funky Cops
- F-Zero GP Legend
- Incredible Crash Dummies
- Pat & Stan
- Pirate Islands
- Pokémon (originele titel: Pocket Monsters)
- One Piece
- Shaman King
- Sonic X
- Stargate Infinity
- The Cramp Twins
- The Menu
- Tama and Friends
- Mew Mew Power (originele titel: Tokyo Mew Mew)
- Ultimate Muscle: The Kinnikuman Legacy
- Ultraman Tiga
- WMAC Masters
- Winx Club
- Yu-Go-Oh!